# Яновська Любов Олександрівна
Любо́в Олекса́ндрівна Яно́вська (псевдоніми Ф. Екуржа, Омелько Реп'ях, уроджена Щербачова Любов; 30 липня 1861, с. Миколаївка, Борзнянський повіту, Чернігівська область—1933, Київ) — українська письменниця, громадська і політична діячка, членкиня Української Центральної Ради. Дружина Василя Яновського та мати Валентини Радзимовської, внучата небога письменниці Ганни Барвінок, дружини Пантелеймона Куліша, племінниця вдруге Надії Кибальчич (Симоновій), сестра втретє Надії Кибальчич (Козловській).

## Життєпис
Родом із с. Миколаївки Борзнянського повіту, тепер Бахмацького району на Чернігівщині.Із дворян.
Навчалася юна Любов Щербачова у Кременчуцькій прогімназії,
1881 р. — закінчила Полтавський інституті шляхетних дівчат, активно займалася самоосвітою. Працювала вчителькою в Лубенському повіті на Полтавщині, була засновницею недільних шкіл.

З 1905 р. жила в Києві, проживала на вулиці Кониського, 56, та на вулиці Гоголівській, 27. Померла 1933 року, похована на Байковому цвинтарі.

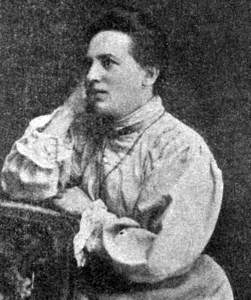
Любов Яновська

Писати починала російською мовою, потім під тиском Володимира Шемета перейшла на українську мову.
Перше українське оповідання «Злодійка Оксана» датоване 1897 р.
Яновська авторка близько 100 оповідань, повістей, романів, значна частина яких не була друкована за її життя, а деякі й не були закінчені.
На початку ХХ століття Любов Яновська брала активну участь у громадському житті України, відстоювала національні права на рідну мову, літературу, культуру, домагалася відкриття пам'ятника Іванові Котляревському в Полтаві (1903).
1908 р. — брала участь у Першому російському жіночому з'їзді у Петербурзі.
1911—1914 рр. — була серед організаторів відзначення 50-річчя смерті та 100-річчя від дня народження Тараса Шевченка .
Під час проживання в Києві очолювала київську «Просвіту», влаштовувала літературно-мистецькі вечори, пропагуючи серед зрусифікованих киян рідну мову, твори українських письменників.
Твори Яновської присвячені зображенню життя селянства й інтелігенції, манера письма реалістична в народницькому дусі.
Після згаданого оповідання була написана:
- драма «Повернувся з Сибіру» (1897),
- повість «Городянка» (1900),
- комедія «На Зелений Клик» (1900).

Чимало творів передруковано чи й надруковано вперше вже за української держави 1918 р. чи за радянського часу, зокрема, п'єси :
- «Лісова квітка»,
- «Жертви»,
- «Людське щастя»,
- «На сіножаті»,
- «Дзвін, що до церкви скликає, та сам у ній ніколи не буває» (1918).

З 1916 Яновська припинила літературну діяльність, але її твори, писані під значним впливом І. Нечуя-Левицького, П. Мирного й почасти М. Коцюбинського, були досить популярні й протягом наступних років початку XX ст. До кола її знайомих і друзів входили Павло Житецький, Микола Лисенко, Михайло Старицький, Олена Пчілка, Володимир та Сергій Шемети, Сергій Єфремов, Василь Доманицький, Іван Липа, Федір Матушевський, Володимир Дурдуківський, Борис Грінченко.
Зібрані твори Любові Яновської видавано тричі:
- Твори, І—II (1930 р.)
- Твори, І—II (1959 р.) (посмертно).
- Твори, І—II (1991 р.)

## Письменниця у зв'язках з полтавським краєм
Навчалася у Кременчуцькій прогімназії, Полтавському інституті шляхетних дівчат..
«Тут звернули увагу на мою здібність до музики, й принц  Ольденбурзький пропонував мені стати його стипендіаткою в якій схочу консерваторії» –  йдеться  в «Автобіографії».
Любов Щербачова закінчила 1881 року інститут  з відзнакою  і «поїхала в село Рудки Лубенського повіту до дідичів Ограничів, де мала вчити дітей»..
Невдовзі вона стала дружиною судді Василя Яковича Яновського (?–1910), уродженця Полтавщини, «українця з походження і переконань», переїхала на постійне проживання в село Тарнавщину Лубенського повіту.
Тут, у маєтку чоловіка, пройшла більша частина її життя (1881—1905 рр.).
У путівнику Б. С. Ванцака «Лубни» наголошується, що саме «Лубенщині завдячує першим крокам у літературу письменниця Л. О. Яновська».
З «Автобіографії»::
|  | Я стала вчащати на хутір, зацікавилася звичаями, етнографією. Стала придивлятися до … життя народного й сама незчулася, як цей нарід став здаватися мені близьким… Я стала писати іноді оповідання з життя народного, але писала їх російською мовою… |

Хутірське життя в Тарнавщині, місцеві краєвиди Любов Олександрівна відобразила  в російськомовних оповіданнях «Горе», «Як Лепестина карасіру добувала».
Змінило ситуацію знайомство Любові  з чудовою  родиною Шеметів, яка мешкала у Лубнах. Її  «дратувало й дивувало українофільство їхніх дітей, особливо найстаршого сина Володимира Михайловича».
Але саме лубенець В. М. Шемет (1873—1933), «з походження українець, добрий знавець української літератури», обізвавши Любов Олександрівну «зрадницею» (за ігнорування української мови), разом з полтавцем М. С. Кононенком (1864—1922) передали її оповідання «Злодійка Оксана», написане українською, у львівський часопис «Зоря», де 1 липня 1897 року «те оповідання було надруковане».
Навертали  її  на українську літературну стежку зустрічі з видатними полтавцями — мовознавцем Павлом Житецьким (1837—1911), композитором Миколою Лисенком (1842—1912), драматургом Михайлом Старицьким (1840—1904), письменницею Оленою Пчілкою (1849—1930).
«У 1900 році   я послала до „Киевской старины“ оповідання „Смерть Макарихи“; там воно було надруковане, й  Науменко навіть прислав мені гонорар 60 карбованців» . Корені роду В. П. Науменка (1852—1919) з Полтавщини.
Уродженець с. Маячка Кобеляцького повіту, історик, письменник  О. І. Левицький (1848—1922),  «був захоплений  моїм оповіданням, розказував, з яким обуренням поставилися до його деякі панотці, як високо оцінювала критика» .
З «Автобіографії»: «Я дістала запрошення на свято Котляревського — одкриття пам'ятника — до Полтави. Нові зустрічі на цьому святі з письменниками і громадськими діячами України остаточно переконали мене в тому, що на полі українського письменства мені й далі треба працювати».
15 травня 1911 року  Яновська виступила з рефератом (українською мовою) перед жителями Лубен на заході, присвяченому вшануванню пам'яті Тараса Шевченка. Говорили, «що в Лубнах ніколи ще не було подібних, гарних по своєму змістом і виконанню, вечорів».
4 грудня 1918 року  у Лубнах на похороні тітки Надії Кибальчич (Симонової)  (1957—1918) виголосила промову.
Вчений-літературознавець, письменник, уродженець Полтавщини, М. О. Драй-Хмара (1889—1939) у науковій праці до 25-літнього ювілею літературної діяльності  Любові Яновської написав:
|  | …другорядні письменники, буває, далеко краще одбивають життя своєї доби, ніж так звані корифеї. Бо вони, як ліхтарі, освітлюють його навколо… |

У Центральному державному архіві-музеї літератури і мистецтва України зберігається особовий архівний фонд письменниці (ф. 509; оп. 1; од. зб. 175; 1770—1924). Зокрема, в ньому приверне увагу дослідників історія Полтавщини, зокрема, Лубенщини, документи з історії краю, з яким Любов Яновську пов"язували роки становлення її як письменниці і державної діячки.